# Sárgafejű bikapók
A sárgafejű bikapók (Eresus moravicus) a bikapókfélék családjába tartozó, Európában élő pókfaj. 

## Megjelenése
A sárgafejű bikapók ivari dimorfizmusa igen feltűnő. A hím 8-11 mm-es, fejtora fekete, hátsó részén vörös szőrökkel. Potroha élénkpiros, négy darab, négyzetesen elhelyezkedő fekete ponttal; ezek körül gyakran fehér gyűrű látszik. Az első lábpár fekete, erős fehér gyűrűkkel; a második, harmadik és negyedik lábpár fekete-piros, kisebb-nagyobb mértékben gyűrűzött. A második pár láb combíze teljesen vörös, térdíze fekete, néha a combíz felől vörös szőrökkel. A fejtor hátsó részén a vörös szőrök benyúlnak a középvonalig, egy jól látható széles, vörös sávot alkotva.
A nőstény nagyobb, 10-16 (20) mm hosszú, teljesen sötétszürke vagy fekete. A csáprágók alapízén, a fejtoron és a potroh elején narancssárga szőrökkel dúsan be van hintve. Szemből nézve narancssárga, sűrű szőrökből álló “maszk” található rajta. Fejtorának hossza 5,9–9,9 mm, nagyobb a skarlát bikapók nőstényénél.
Ismert színváltozata a homoki sárgafejű bikapók (Eresus moravicus deceptorius), ennek pontos taxonómiai helyzete még nem tisztázott. Ennél a hím második lábpáránál a combíz teljesen vörös, a térdíz szintén vörös, fehér szőrökkel. A fejtor hátsó felén a vörös szőrök egy vékony sávot alkotnak, a fejtor hátsó része nagyrészt fekete. A nőstény maszkja világossárga.

### Hasonló fajok
A skarlát bikapókkal és a deres bikapókkal lehet összetéveszteni. 

## Elterjedése
Európában honos, Ausztriától a Kárpát-medencén és Csehországon keresztül Ukrajnáig, illetve a Balkánon és Dél-Olaszországban is él. 
Napsütötte, száraz mészkő- és dolomitsziklagyepek, sztyepplejtők, laza, homokos talajon kialakult ritkás gyepek, ritkás cserjésekkel tarkított száraz erdőszegélyek lakója. A különböző élőhelyű populációkban mindkét nem egyedeiben eltérések tapasztalhatók.

### Életmódja
A sárgafejű bikapók földbe ásott lyukban, aknában él. A néhány centiméter mély aknát pókselyemmel bélelik ki, bejáratát beszövik, a bejárattól pedig fonalakat húznak szét a környező kisebb tereptárgyakhoz. A fonalakba beleakadt áldozatra rárontanak, a lábak ízek közötti, kitinnel nem védett részbe belemarnak és megbénítják. Nagy, erősen páncélozott bogarakat (pl. ganajtúrókat, virágbogarakat, gyászbogarakat) is képesek így elejteni. A zsákmányt az aknában fogyasztják el, majd vázának maradékát kitakarítják. 
A nőstény egész életét az aknában tölti, csak nagyon ritkán hagyja el azt. A hímek is az aknában élnek, míg ivaréretté nem válnak, ekkor a felszínen kóborolva keresik a nőstények tárnáit. Ha a hímet megzavarják, jellegzetes módon igyekszik elzavarni támadóját: első két lábpárját az előtesthez szorítják, csáprágóikat széttárják, színes potrohukat felemelve rángatóznak. A nőstény széttárt lábakkal és csáprágóval igyekszik elriasztani támadóját és szükség esetén megmarja. Csáprágóik képesek átütni az ember bőrét, de helyi fájdalomtól eltekintve nem jelent veszélyt. 
A hím május-júniusban keresi a nőstényt (május előtt soha, ebben eltér a kora tavaszi deres bikapóktól és a szeptember-októberben aktív skarlát bikapóktól is), ilyenkor lehet meglátni a felszínen. Ha rátalál, beköltözik a nőstény aknájába, egy ideig együtt vadásznak. A párzás után a nőstény rövid ideig még táplálkozik, majd véglegesen lezárja a bejáratot és az akna felső harmadánál lerakja a petecsomót, amelyet aktívan őriz. Közvetlenül a peték kikelése előtt a nőstény szervezete enzimeket kezd termelni, amelyek belülről megemésztik és néhány nap alatt elpusztul. A kikelő ivadékok anyjuk elfolyósodott szöveteivel táplálkoznak. Második vedlésük után elhagyjuk az aknát és a környéken saját tárnát ásnak.

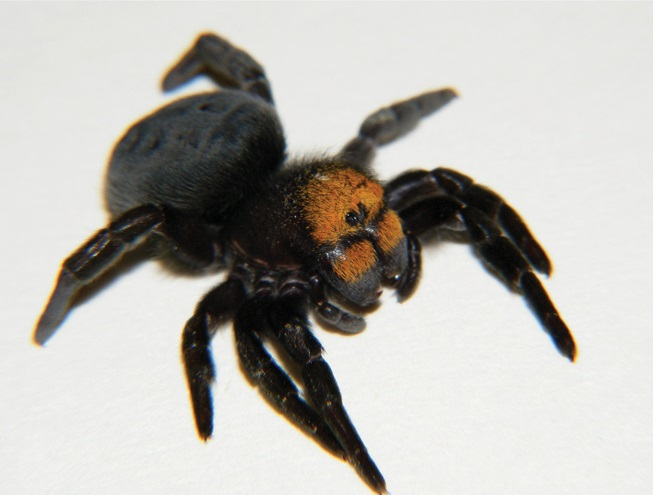
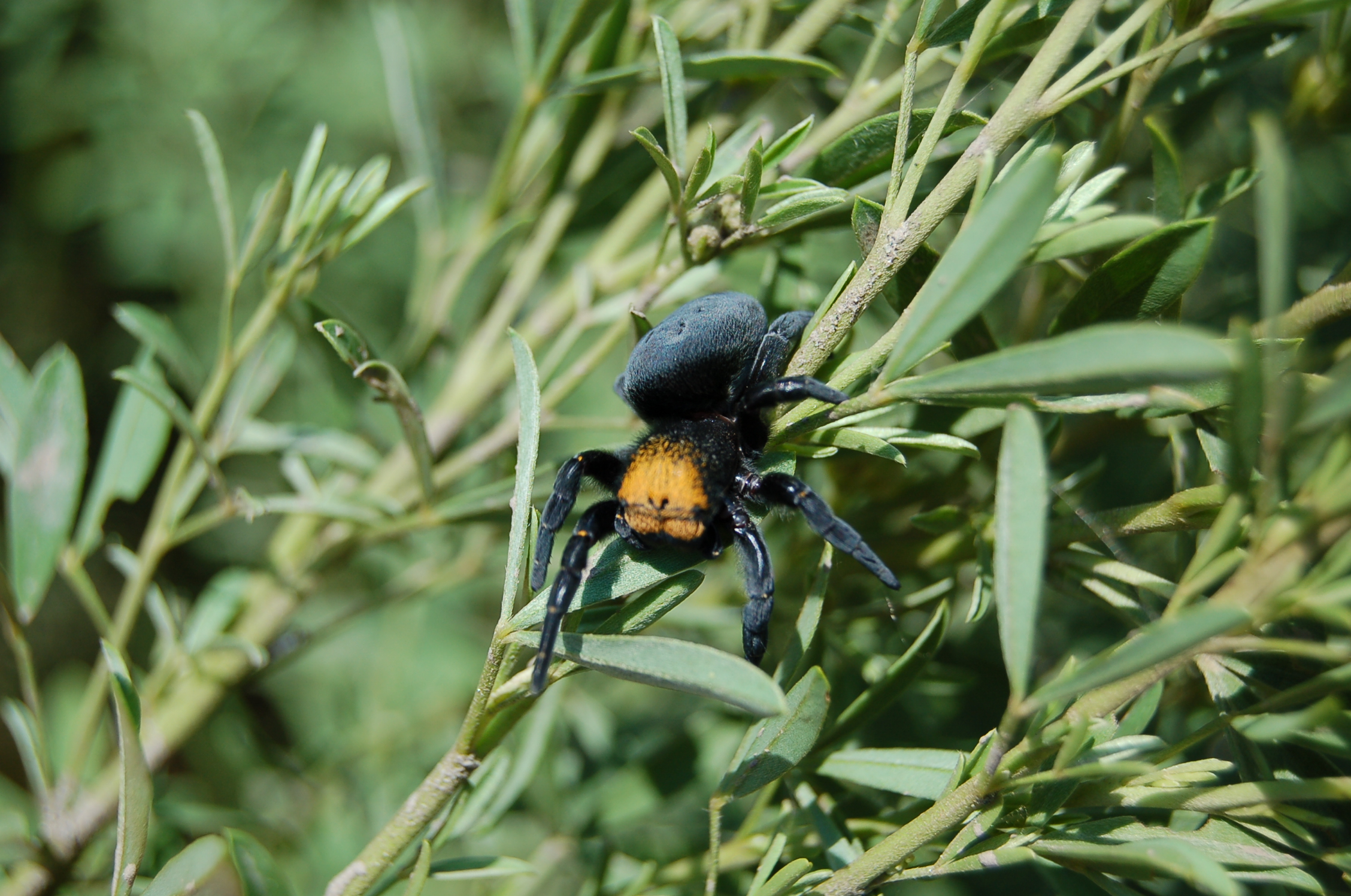
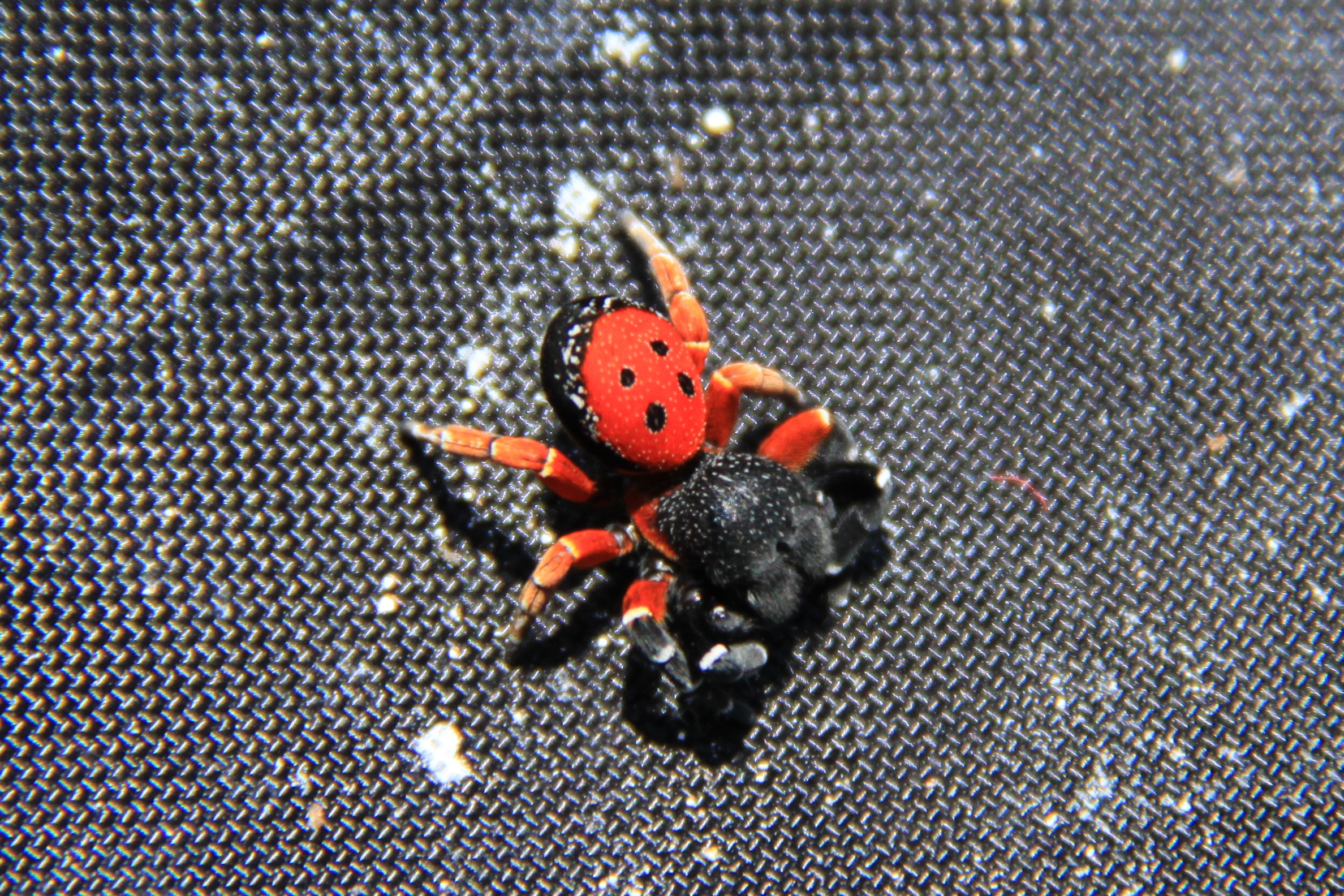
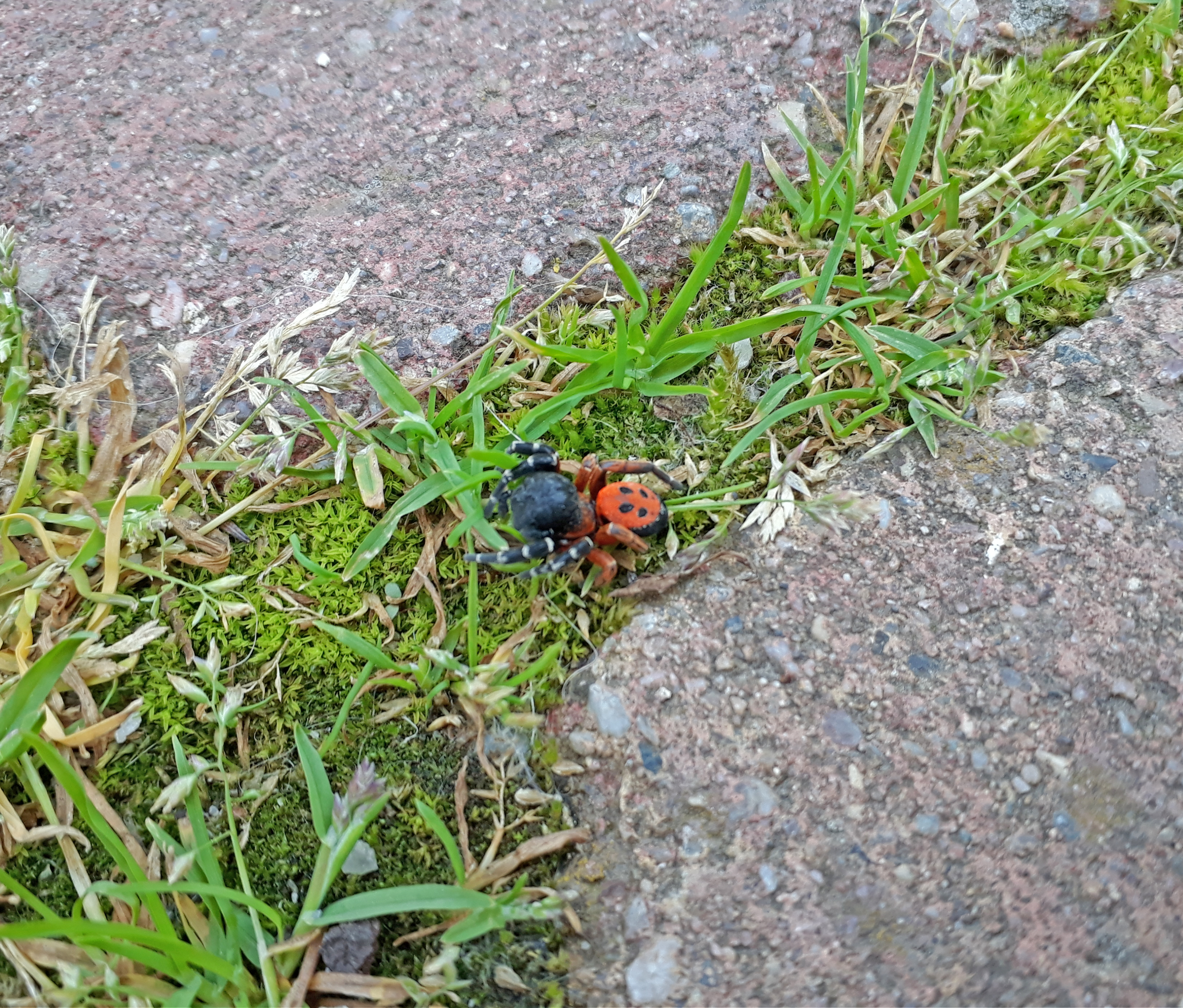